# Макеев, Дмитрий Алексеевич
Дмитрий Алексеевич Макеев (1937—2017) — известный советский и российский учёный-историк, педагог, общественный деятель. Доктор исторических наук, профессор кафедры всеобщей истории Педагогического института ВлГУ, ректор ВГПИ/ВГПУ (1988—2007).

## Биография
Родился 17 августа 1937 г. в городе Ликино-Дулёво Московской области.
Окончил МГУ (1964, исторический факультет). До 1977 г. работал в Тюменском государственном педагогическом институте: ассистент, старший преподаватель, доцент, заместитель декана историко-филологического факультета.
С августа 1977 г. жил во Владимире, работал во Владимирском пединституте: доцент, зав. кафедрой всеобщей истории, декан исторического факультета, старший научный сотрудник, проректор по учебной работе.
В 1988 году избран ректором Владимирского государственного педагогического института. Возглавил работу по развитию вуза, и в 1993 году ВГПИ был преобразован во Владимирский государственный педагогический университет (ВГПУ).
В 2007 г. оставил пост ректора, работал профессором кафедры всеобщей истории.
Доктор исторических наук. Автор и соавтор более 120 научных и учебно-методических работ, в том числе 6 монографий и 4 учебных пособий.
Скончался 23 сентября 2017 года.

## Награды
- Орден Почёта (1995).
- Знак «Отличник просвещения СССР» (1987).